# منتخب تاميل إيلام لكرة القدم
منتخب تاميل إيلام لكرة القدم هو منتخب وطني لكرة القدم وألذي يمثل إقليم إيلام التاميلية في سريلانكا، هذا المنتخب ليس عضو في الفيفا، يشارك هذا المنتخب في منافسات كأس العالم للأقاليم.